# Liste von Sakralbauten in Radebeul
Die Liste von Sakralbauten in Radebeul gibt eine Übersicht über heutige und ehemalige Kirchen, Kapellen und Kapellenräume in der sächsischen Stadt Radebeul. Ein Teil dieser Gebäude steht unter Denkmalschutz.
Die vermutlich bereits im 12. Jahrhundert entstandene und 1273 ersterwähnte Kirche zu Kötzschenbroda (heute Friedenskirche) war bereits seit alten Zeiten Pfarrkirche der Umgegend, so für Zitzschewig, Naundorf, Fürstenhain und Lindenau sowie die Nachbardörfer Coswig und Kötitz, und gehörte zum Archidiakonat Nisan. Im Jahr 1839 kam Niederlößnitz hinzu.
Sie besaß in Kaditz bereits 1273 einen Kirchableger, die Laurentiuskapelle. Ab Anfang des 14. Jahrhunderts bis 1540 war Kaditz dann Filialkirche der heutigen Friedenskirche in Kötzschenbroda. Danach wurde die damalige Laurentiuskirche und heutige Emmauskirche selbst Pfarrkirche, zu der lange Zeit die Lößnitz-Gemeinden Radebeul und Serkowitz gehörten. 1839 kam das neugegründete Oberlößnitz zum Kirchspiel Kaditz hinzu.
Im Jahr 1854 wurde in der neuerrichteten Oberlößnitzer Schule ein Betsaal eingerichtet, in dem in der Folgezeit immer häufiger Gottesdienste abgehalten wurden. So entstand in den östlichen Lößnitzgemeinden der Wunsch nach einer eigenen Parochie, die am 1. Juli 1890 gebildet wurde. Diese weihte am 30. November 1892 ihren Kirchenneubau als Kirche zu Radebeul (heute Lutherkirche) ein. Es sollte dann noch bis zur Eingemeindung von Wahnsdorf nach Radebeul im Jahr 1934 dauern, dass diese letzte Lößnitzgemeinde zu einer Radebeuler Gemeinde wurde, nachdem Wahnsdorf seit mindestens 1539 zu Reichenberg gepfarrt war.

## Legende
Die in der Tabelle verwendeten Spalten listen die im Folgenden erläuterten Informationen auf:
- Name, Bezeichnung: Bezeichnung des einzelnen Objekts.
- Adresse: Heutige Straßenadresse.
- Koordinaten: Die Sortierung der angegebenen Koordinaten erfolgt innerhalb der Tabelle aufgrund der Erstreckung der Stadt entlang der Meißner Straße in west-östlicher Richtung.

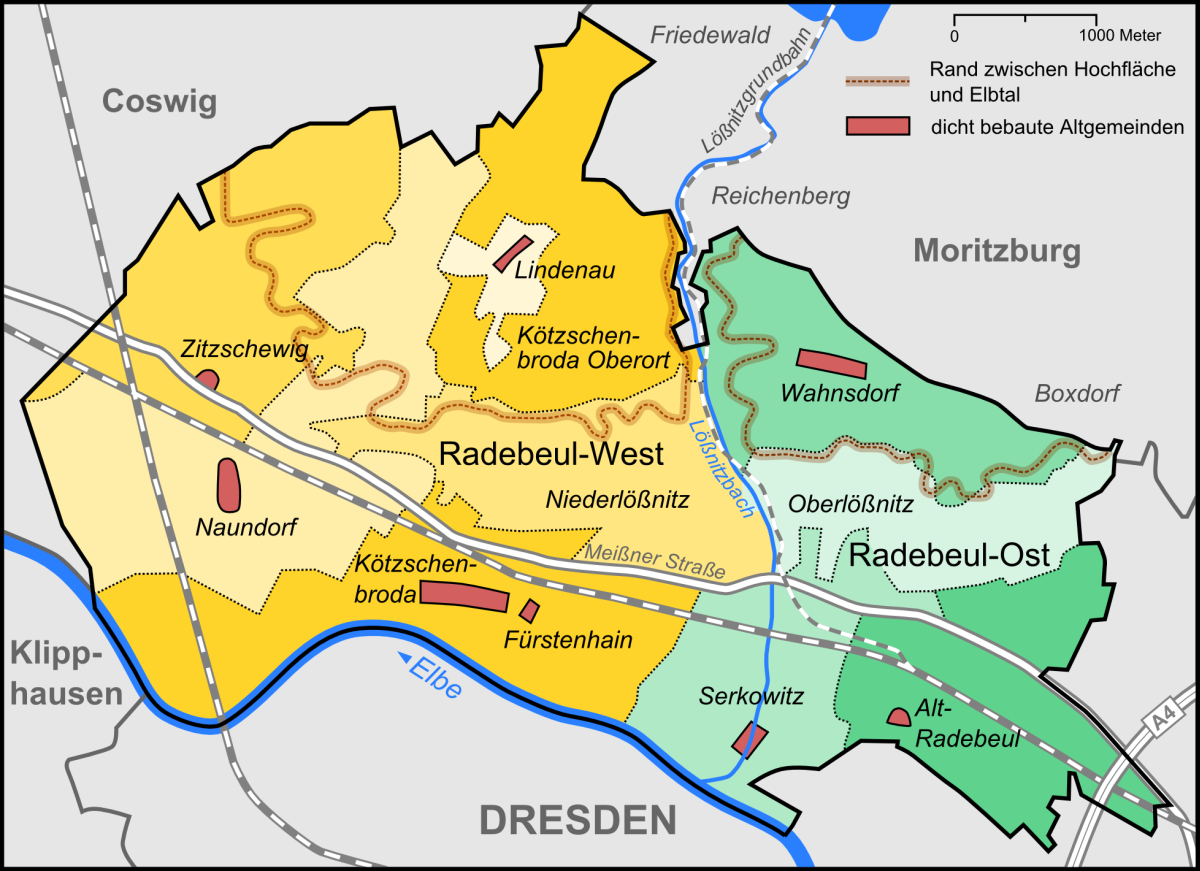
Übersicht über die Lage der Radebeuler Stadtteile mit Verlauf der Trasse der Lößnitzgrundbahn

- Stadtteil: Heutiger Radebeuler Stadtteil, so wie in der hiesigen Karte dargestellt.
  - FUE: Fürstenhain
  - KOE: Kötzschenbroda
  - KOO: Kötzschenbroda-Oberort
  - LIN: Lindenau
  - NAU: Naundorf
  - NDL: Niederlößnitz
  - OBL: Oberlößnitz
  - RAD: Alt-Radebeul
  - SER: Serkowitz
  - WAH: Wahnsdorf
  - ZIT: Zitzschewig
- Datum: Besondere Baujahre, so weit bekannt oder ableitbar, teilweise auch Datum der Ersterwähnung der Liegenschaft.
- Baumeister, Architekten: Baumeister, Architekten und weitere Kunstschaffende.
- Art des Kulturdenkmals, Bemerkung: Nähere Erläuterung über den Denkmalstatus, Umfang der Liegenschaft und ihre Besonderheiten.
 Kürzelverzeichnis:[3]
  - ED: Das Objekt ist ein Einzeldenkmal. Zusätzlich ist es:
  - SG: Das Objekt ist (Teil) eine(r) denkmalpflegerische(n) Sachgesamtheit.
  - WLG: Das Objekt ist ein Werk der Landschafts- und Gartengestaltung.
  - DNA: Das Objekt ist oder hat eine denkmalpflegerische Nebenanlage.
- Bild: Foto des Hauptobjekts.

## Heutige Kirchen, Kapellen und Kapellenräume
| Name, Bezeichnung                                            | Adresse, Koordinaten      | Stadtteil | Datum                                                     | Baumeister, Architekten                                                        | Denkmalumfang, Bemerkung | Bild                                          |
| ------------------------------------------------------------ | ------------------------- | --------- | --------------------------------------------------------- | ------------------------------------------------------------------------------ | --- | --------------------------------------------- |
| Friedenskirche zu Radebeul, ehemals Kirche zu Kötzschenbroda | Altkötzschenbroda 40 Lage | KOE       | 1273 Ersterwähnung, 1477, 1515, 1637, 1646, 1746, 1884/85 | Ezechiel Eckhardt, Karl Weißbach (Umbau), Gebrüder Ziller, Christian Rietschel | ED DNA. Evangelische Pfarrkirche mit Kirchhof, Einfriedung und Grabmal von Richard Steche. Dreischiffige Basilika mit eingezogenem spätgotischem Chor und Westturm. Denkmal Chronos und die Trauernde. Dazu gehört das Lutherhaus als Gemeindehaus sowie das daran anschließende Pfarrhaus. | Weitere Bilder                                |
| Wichernkapelle                                               | An den Brunnen 1 Lage     | KOO       | 1938, 1968/69, 2008                                       | Fritz Steudtner                                                                | Evangelische Kapelle der Friedenskirchgemeinde für Lindenau in einer ehemaligen Klempnerwerkstatt. „Kunstgeschichtlich bemerkenswert ist ein Gipsrelief mit einer Szene der Einsetzung des heiligen Abendmahls, das Hans Hartmann-MacLean um 1892 als Modell für den neugotischen Altar des Freiberger Domes schuf. Es wurde kurz nach dem Zweiten Weltkrieg aus der Dresdner Annenkirche hierher übertragen.“ | Weitere Bilder                                |
| Kirche Christus König                                        | Borstraße 11 Lage         | NDL       | 2001                                                      | Behnisch & Partner                                                             | Katholische Kirche der Christkönig-Gemeinde Radebeul vor dem Katholischen Pfarramt | Weitere Bilder                                |
| Johanneskapelle                                              | Kapellenweg 14 Lage       | NAU       | 1907/08                                                   | Woldemar Kandler (Entwurf), Gebrüder Große (Bau)                               | ED DNA. Friedhof mit Einfriedungsmauer und evangelischer Kapelle der Friedenskirchgemeinde für Naundorf und Zitzschewig, einschiffiger Saalbau mit Dreiachtelschluss und Westturm | Weitere Bilder                                |
| Lutherkirche, ehemals Kirche zu Radebeul                     | Kirchplatz 1 Lage         | RAD       | 1891/92, 1934                                             | Schilling & Graebner, Alfred Tischer (Innenumbau)                              | ED DNA. Evangelische Pfarrkirche. Saalkirche mit Emporen, Querhaus, eingezogenem Chor, Nordturm. Direkt an der Kirche gelegen sind das Gemeindehaus sowie der Radebeuler Ehrenhain. | Weitere Bilder                                |
| Gebetssaal der Katholisch-Apostolischen Gemeinde             | Makarenkostraße 6a Lage   | NDL       | 1899/1900                                                 | Heinrich Hertzschuch                                                           | Als Seitengebäude wurde auf dem Anwesen der Villa (Makarenkostraße 8) zeitgleich der Sakralbau der Katholisch-Apostolischen Gemeinde errichtet | Betsaal der Katholisch-Apostolischen Gemeinde |
| Gemeindezentrum der Freien evangelischen Gemeinde            | Meißner Straße 139 Lage   | SER       |                                                           |                                                                                | Gemeindezentrum der Freien evangelischen Gemeinde | Freie evangelische Gemeinde                   |
| Neuapostolische Kirche                                       | Meißner Straße 165b Lage  | KOE       | 1956                                                      |                                                                                | Kirchbau der Neuapostolischen Kirche | Neuapostolische Kirche                        |

## Ehemalige Kirchen, Kapellen und Kapellenräume
| Name, Bezeichnung                            | Adresse, Koordinaten           | Stadtteil | Datum                  | Baumeister, Architekten                                                                               | Denkmalumfang, Bemerkung | Bild                                                                                               |
| -------------------------------------------- | ------------------------------ | --------- | ---------------------- | --- | --- | -------------------------------------------------------------------------------------------------- |
| Betsaal in der Oberlößnitzer Schule          | Augustusweg 42 Lage            | OBL       | 1853/54                | Christian Gottlieb Ziller, Maurermeister Götze                                                        | Ehemals Oberlößnitzer Schule mit Betsaal, seit 1992 Grundschule | Oberlößnitzer Schule mit Betsaal, vor der Aufstockung 1883                                         |
| Kapelle Christus König                       | Borstraße 11 Lage              | NDL       | 1876–78, 1927/28, 1939 | Gebrüder Ziller, Max Czopka (Entwurf Modernisierung), Franz Jörissen (Einbau Kapelle, Modernisierung) | ED. Ehemalige Villa, dann Katholisches Pfarramt mit ehemaligem Kirchensaal der katholischen Christ-Königs-Gemeinde | Katholisches Pfarramt von der Gartenseite, ehemals mit der Kapelle Christus König                  |
| Krankenhauskapelle Radebeul, Raum der Stille | Heinrich-Zille-Straße 13a Lage | NDL       | 1879, 2003             | Gebrüder Ziller                                                                                       | ED. Krankenhauskapelle („fünfte Halle“) im Siechenhaus „Bethesda“, später Kreiskrankenhaus Radebeul. Von 1881 bis 1941 hatte die Kapelle einen eigenen Pfarrer, bis 1943 wurden dort Gottesdienste abgehalten. Die Kapelle wurde nach der Sanierung im Januar 2003 als Raum der Stille geweiht, als Ort der stillen Einkehr inmitten der Tageshektik. Das ursprüngliche Vorbild des Meditationsraums ist der Raum der Stille im UNO-Gebäude in New York, den Dag Hammarskjöld für sich und seine Mitarbeiter einrichten ließ. | Raum der Stille von außen, im rückseitigen Mittelbau von Haus 1, erkenntlich am Kreuz auf dem Dach |
| St.-Joseph-Kapelle                           | Heinrichstraße 9 Lage          | NDL       | 1896/97, 1927/28       | Adolf Neumann                                                                                         | ED. Mietvilla. Im Grundstück stand der Atelierbau des Bildhauers Matthäus Wolfenter, welcher 1927/28 geweiht wurde, bevor die katholische Gemeinde in die Christ-Königs-Kapelle umziehen konnte. | Der Atelierbau ist nicht erhalten.                                                                 |

## Weitere Friedhofskapellen
| Name, Bezeichnung                     | Adresse, Koordinaten             | Stadtteil | Datum   | Baumeister, Architekten | Denkmalumfang, Bemerkung | Bild                                                    |
| ------------------------------------- | -------------------------------- | --------- | ------- | ----------------------- | --- | ------------------------------------------------------- |
| Parentationshalle Alter Friedhof      | Am Gottesacker 33 Lage           | KOE       | 1853    |                         | ED SG WLG. Alter Friedhof mit Diakonissengräbern. | Parentationshalle Alter Friedhof                        |
| Friedhofskapelle Radebeul-West        | Kötzschenbrodaer Straße 166 Lage | KOE       | 1913    | Gebrüder Kießling       | ED SG WLG. Friedhof mit Kapelle, Kapellenanbau, Grabanlagen und Einfriedungsmauer | Friedhofskapelle Radebeul-West                          |
| Friedhofskapelle Radebeul-Ost         | Serkowitzer Straße 33 Lage       | RAD       | 1890/91 | Schilling & Graebner    | ED SG WLG. Friedhof mit alter und neuer Feierhalle und Einfriedungsmauer, mit Grufthaus Karl Mays (1912 1913), Jugendstilgruft, Grabmal Doerstling und Beckert sowie weiteren Grabanlagen, alte Feier-Halle um 1890, neue Feierhalle um 1925 | Friedhof Radebeul-Ost, Kapelle von Schilling & Graebner |
| Neue Feierhalle Friedhof Radebeul-Ost | Serkowitzer Straße 33 Lage       | RAD       | 1928/29 | Max Czopka              | ED SG WLG. Friedhof mit alter und neuer Feierhalle und Einfriedungsmauer, mit Grufthaus Karl Mays (1912 1913), Jugendstilgruft, Grabmal Doerstling und Beckert sowie weiteren Grabanlagen, alte Feier-Halle um 1890, neue Feierhalle 1928/29 | Friedhof Radebeul-Ost, Feierhalle von Max Czopka        |